# Filisco de Egina
Filisco de Egina (en griego antiguo: Φιλίσκος Αἰγινήτης) fue un filósofo cínico de Egina que vivió en la segunda mitad del siglo IV a. C. Fue hijo de Onesícrito, quien lo envió, junto a su hermano menor Andréstenes, a Atenas, donde ambos se sintieron tan maravillados con la filosofía de Diógenes de Sinope, que Onesícrito también acudió a Atenas para convertirse en su discípulo. De acuerdo a Hermipo de Esmirna, Filisco fue pupilo de Estilpón de Mégara.  También es referido como socio de Foción.  La Suda declara que él fue uno de los profesores de Alejandro Magno, pero ningún otro autor antiguo menciona esto. Con todo, Claudio Eliano ha preservado una corta exhortación de Filisco dirigida a Alejandro:
«Cuida de tu reputación; no te conviertas en una plaga o un gran desastre, brinda paz y salud».
La Suda también menciona que Filisco escribió varios diálogos, incluyendo uno denominado Codro. Sátiro el peripatético reclamó que las tragedias adjudicadas a Diógenes fueron, de hecho, escritas por Filisco. Entre estos diálogos, adjudicados a Diógenes por Soción de Alejandría, hay uno que se denomina precisamente Filisco.